# CoRoT-10 b
CoRoT-10 b est une exoplanète orbitant autour de l'étoile CoRoT-10, elle a été découverte en 2010.